# 波克羅夫卡 (羅茲迪利納市鎮)
46°46′48″N 30°8′22″E / 46.78000°N 30.13944°E
波克羅夫卡（羅馬化：Pokrovka）是位於烏克蘭西南部的村莊，由敖德萨州羅茲迪利納區的羅茲迪利納市鎮負責管轄。該村處於巴拉博伊河畔，始建於1924年，面積1.28平方公里，海拔高度126米，2001年人口453。